# Bernard Lancy Pinto
Bernard Lancy Pinto (ur. 20 sierpnia 1963 w Vikroli) – indyjski duchowny katolicki, biskup  Aurangabadu od 2024. 

## Życiorys

### Prezbiterat
Święcenia kapłańskie otrzymał 29 kwietnia 1997 i został inkardynowany do archidiecezji bombajskiej. Pracował głównie jako duszpasterz parafialny, był też m.in. wicedyrektorem katolickiego technikum w Bombaju, sekretarzem kurialnej komisji ds. sprawiedliwości i pokoju, a także przewodniczącym stowarzyszenia kapłanów diecezjalnych.

### Episkopat
30 grudnia 2023 papież Franciszek mianował go biskupem koadiutorem Aurangabadu.
17 lutego 2024 po przejściu na emeryturę poprzednika biskupa Ambrose Rebello został mianowany biskupem elektem Aurangadabu.        6 kwietnia 2024 przyjął święcenia biskupie w Aurangabad. Udzielił mu ich arcybiskup Bombaju kardynał Oswald Gracias. 